# علي أبو السكر
علي أبو السكر النائب الأول للأمين العام في حزب جبهة العمل الإسلامي، الجناح السياسي للإخوان المسلمون في الأردن، ونائب سابق في مجلس النواب الأردني الرابع عشر 2003. اعتقل مرّاتٍ عدّة لمقاومته التطبيع مع إسرائيل بين عامي 2001 و2002.
تعرّض لمحاولة اغتيالٍ إسرائيلية على بوابة فاطمة جنوب لبنان وذلك بعد أسبوعين من تحرير الجنوب حزيران من عام 2000. وتم إسقاط عضويته من بعد قضية العزاء في أبي مصعب الزرقاوي. وأنشأ عليه قيد قضائي منعه من الترشح إلى انتخابات البرلمان الأردني الخامس عشر 2007.

## التعليم
- بكالوريوس هندسة من العراق
- بكالوريوس قانون من السودان

## المواقع التي شغلها
- عضو مؤسس في حزب جبهة العمل الإسلامي
- رئيس فرع الزرقاء لحزب جبهة العمل الإسلامي
- أمين عام نقابة المهندسين الأردنيين 1999-2003
- مؤسس ورئيس لجنة مقاومة التطبيع النقابية حتى عام 2002
- نائب سابق في مجلس النواب الرابع عشر 2003 [2]
- رئيس مجلس الشورى في حزب جبهة العمل الإسلامي عام 2010
- النائب الأول للأمين العام في حزب جبهة العمل الإسلامي 2014 - حتى الآن
- فاز بمنصب رئيس بلدية محافظة الزرقاء في انتخابات البلدية يوم الثلاثاء 15 أغسطس 2017 واستقال بتاريخ 30 مارس 2019.

## وصلات خارجية
- مقابلة على قناة الميادين
- انقسامات جبهة العمل في الأردن على يوتيوب، برنامج مباشر مع، قناة الجزيرة مباشر، 30 مايو 2010.